# Martinica (Kriva Palanka)
Martinica es un pueblo ubicado en el municipio de Kriva Palanka, en Macedonia del Norte.

## Superficie
Posee una superficie de 5,637 kilómetros cuadrados.

## Demografía
Hasta 2021 la población era de 125 habitantes, con una densidad de población de 22,17 habitantes por kilómetro cuadrado.